# 111. (indijska) pehotna brigada
111. (indijska) pehotna brigada (angleško 111th Indian Infantry Brigade) je bila pehotna brigada britanske Indijske kopenske vojske, ki je bila udeležena v burmanski kampanji druge svetovne vojne.
Brigada je tako v okviru činditov delovala tako v prvi kot drugi ekspediciji v Burmo.

## Organizacija
- 4. bataljon, 9. polk gurških strelcev (do marca 1945)
- 1. bataljon, Kameronianci (škotski strelci) (do julija 1944)
- 3. bataljon, 4. polk gurških strelcev (julij 1943–marec 1945)
- 2. bataljon, Leicestershire Regiment (september 1943–oktober 1944)
- 6. bataljon, Nigerijski polk (november 1944–marec 1945)[1]